# Tau Cross (album)
Tau Cross, uitgegeven in 2015, is het debuutalbum van de heavy-metalband Tau Cross.

## Bandleden
- Rob Miller - Basgitaar, zang
- Michel Langevin - Drums
- Andy Lefton - Gitaar
- Jon Misery - Gitaar
- Tom Radio - Basgitaar

## Nummers
1. Lazarus	-	04:59
2. Fire in the Sky	-	04:39
3. Stonecracker	-	04:19
4. Midsummer	-	05:30
5. Hangmans Hyll	-	06:23
6. We Control the Fear	-	04:28
7. You People	-	04:01
8. Prison	-	03:54
9. Sons of the Soil	-	04:33
10. The Lie	-	04:25
11. Our Day	-	05:00
12. The Devil Knows His Own	-	02:36